# 苏e行
苏e行APP是苏州市轨道交通集团有限公司于2018年推出的城市智慧出行互联网票务服务平台。公众可以在手机上使用苏e行软件扫描乘坐苏州的轨道交通工具，同时软件也提供扫码骑行苏州公共自行车、生活周边等服务，截止2021年7月，苏e行注册用户超过1000万。苏e行亦支持乘坐上海、无锡、常州等19座其他城市的线网，其中，在花桥站可以通过“无感换乘”实现上海轨道交通11号线与苏州地铁11号线的站内换乘